# Lipovník (okres Rožňava)
Lipovník (Hongaars: Hárskút) (voor 1800 ook: Harskút, Harskuth, Harschkút) is een Slowaakse gemeente in de regio Košice. Ze maakt deel uit van het district Rožňava en telt 523 inwoners.
De gemeente kreeg de officiële Slowaakse naam Lipovník pas in 1927. Voordien was de Hongaarse benaming van toepassing.

## Ligging
In 1570 waren er 38 huizen.

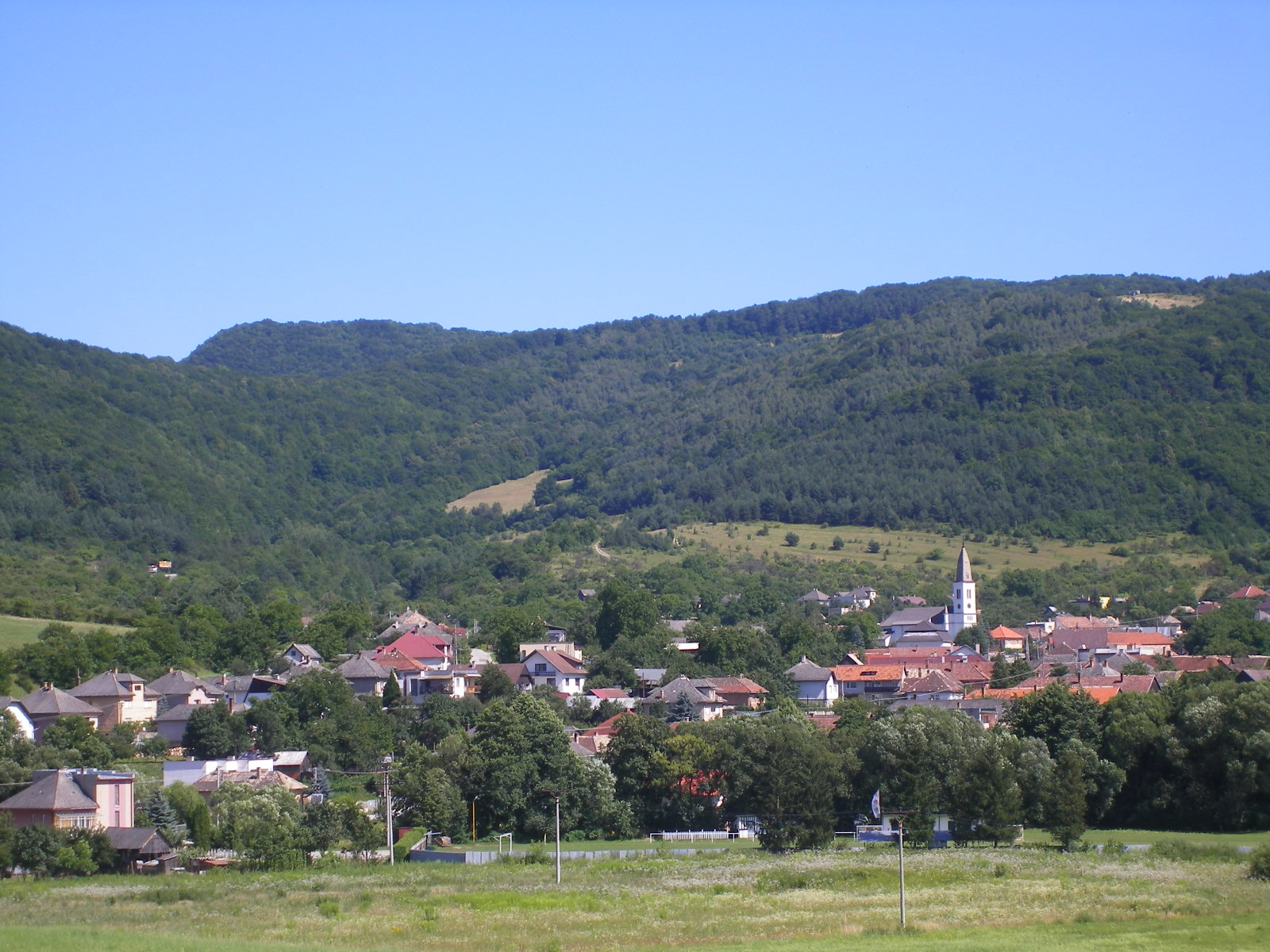
Lipovník aan de voet van de bergen.

Lipovník is het meest oostelijk gelegen dorp in het "Keteldal van Rožňava" (Slowaaks: "Rožňavská kotlina"), binnen het Slowaaks Ertsgebergte. De plaats heeft een oppervlakte van 12,7 km² en ligt langsheen de spoorlijn Rožňava-Košice op een hoogte van 364 meter boven de zeespiegel. Door de westelijke grens van de gemeente stroomt de waterloop Čremošná. Ten zuiden van het dorp stijgt het terrein onmiddellijk naar het karstplateau Silická planina met als omringende bergen: Holmanov vrch (564 meter), Pavlova skala (610 meter) en Buková (746 meter).
Ten zuidwesten van het dorpscentrum bevindt zich de noordelijke ingang van de Jablonovský-spoorwegtunnel waar de spoorlijn van Rožňava naar Košice doorheen loopt.

## Geschiedenis
Binnen het dorp, op de plaats die bekend staat als Vápencom, zijn de overblijfselen ontdekt van een nederzetting uit de late bronstijd. Uit sommige bronnen menen historici te mogen concluderen dat later op deze plek, vanaf het begin van de Hongaarse staat, een koninklijk kasteel heeft gestaan.
Met betrekking tot de oudste gekende landeigenaar van de uitgestrekte gronden, is het duidelijk dat er in 1141 een abdij of klooster gesticht werd dat de eigenaar was. Een bron beweert dat het -volgens een schenkingsbrief van koning Bela IV- een Benedictijnen- of Johannietenklooster was.
Het bestaan van een dergelijk verblijfsgebouw van een religieuze orde werd anno 1243 in documenten alleszins bevestigd.
Het dorp zelf werd omstreeks het midden van de 12e eeuw gesticht door de hogergenoemde abdij of klooster.
De eerste schriftelijke vermelding van het eigenlijke dorp als dusdanig, toentertijd met de naam Korna Lypa, dateert van 1364.
De "Lipowiec"-abdij of dito klooster verdween waarschijnlijk aan het einde van de eerste helft der 15e eeuw, terwijl het dorp zelf, als onderdeel van de feodale "staat" van Krásna Hôrka, omstreeks 1430, in handen was van de machtige familie Bebek.
Op dat moment waren er 34 boerderijen waarvan de bewoners werkten als herder, boer of fruitteler.
Het dorp bleef onder het gezag van het geslacht Bebek tot 1567 toen vrijwel gelijktijdig de zoon Bebek, en ook zijn ouders, omkwamen met als gevolg dat de familie uitstierf.

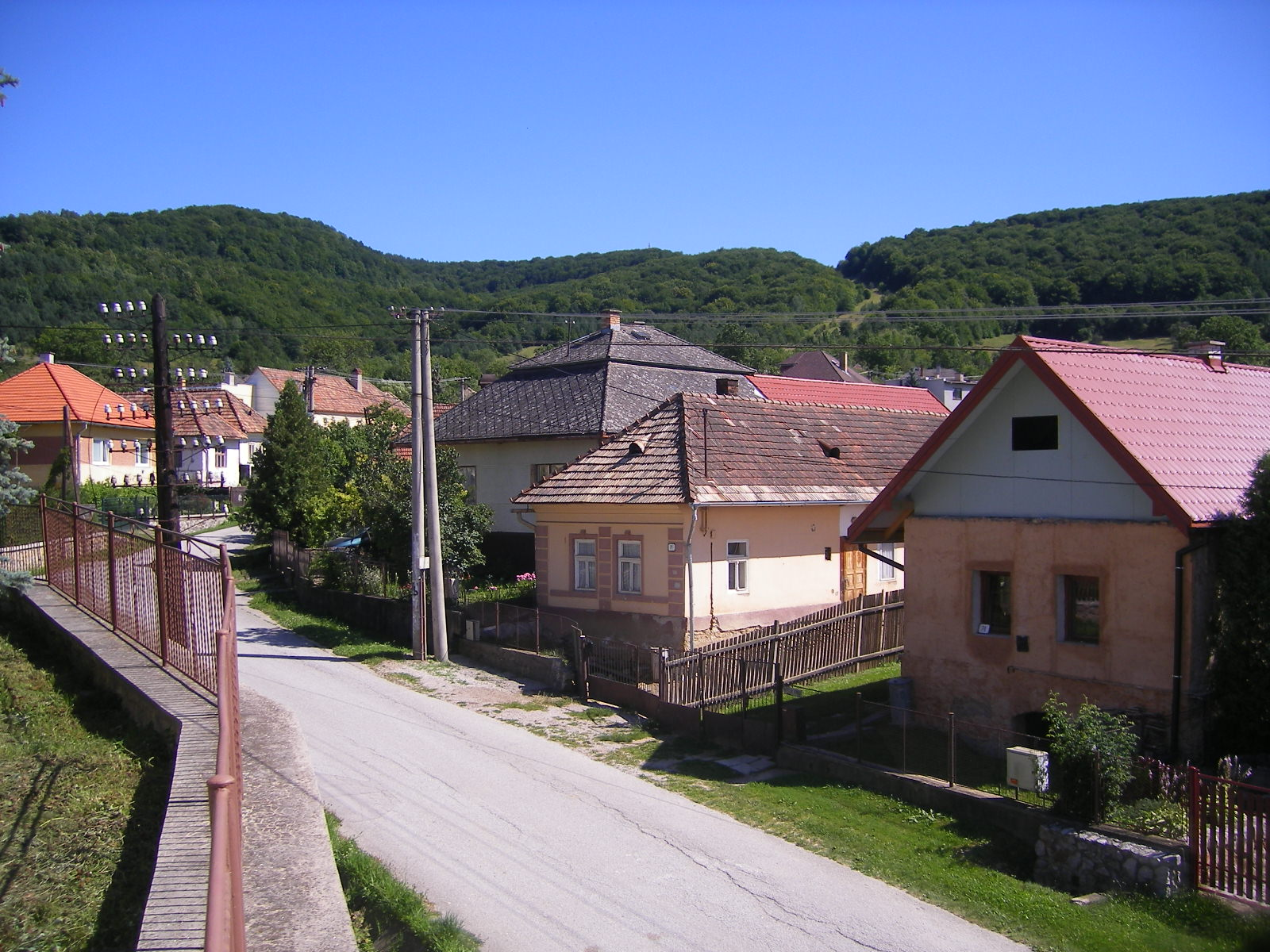
Straatzicht.

Daarna kwam het territorium onder controle van het geslacht Andrássy.
Aanvankelijk was de streek een deel van het comitaat Abaúj-Torna (koninkrijk Hongarije). Daarna ressorteerde ze onder het comitaat Gömör és Kis-Hont, doch na het uiteenvallen van de Donau-monarchie ging de plaats in 1920 over naar Tsjecho-Slowakije. Nadien, overeenkomstig de bepalingen van de Eerste Weense Arbitrage, kwam het dorp vanaf 2 november 1938 (tot 1945) weer onder Hongaars bestuur. Deze terugkeer was duidelijk niet naar de zin van de toenmalige Tsjecho-Slowaakse machthebbers want in 1945, toen Lipovník de tweede maal overkwam naar Tsjecho-Slowakije, werd een etnische zuivering toegepast en werden bepaalde bewoners van Hongaarse afkomst, naar Hongarije gedeporteerd. Hun bezittingen werden onteigend en in afwachting van hun deportatie moesten ze dwangarbeid verrichten. Deze etnische zuivering gebeurde in toepassing van de Beneš-decreten.

## Bevolking

### Etniciteit
In 1828 waren er 109 huizen en 876 bewoners.
In 1910 woonden er 540 Hongaren.

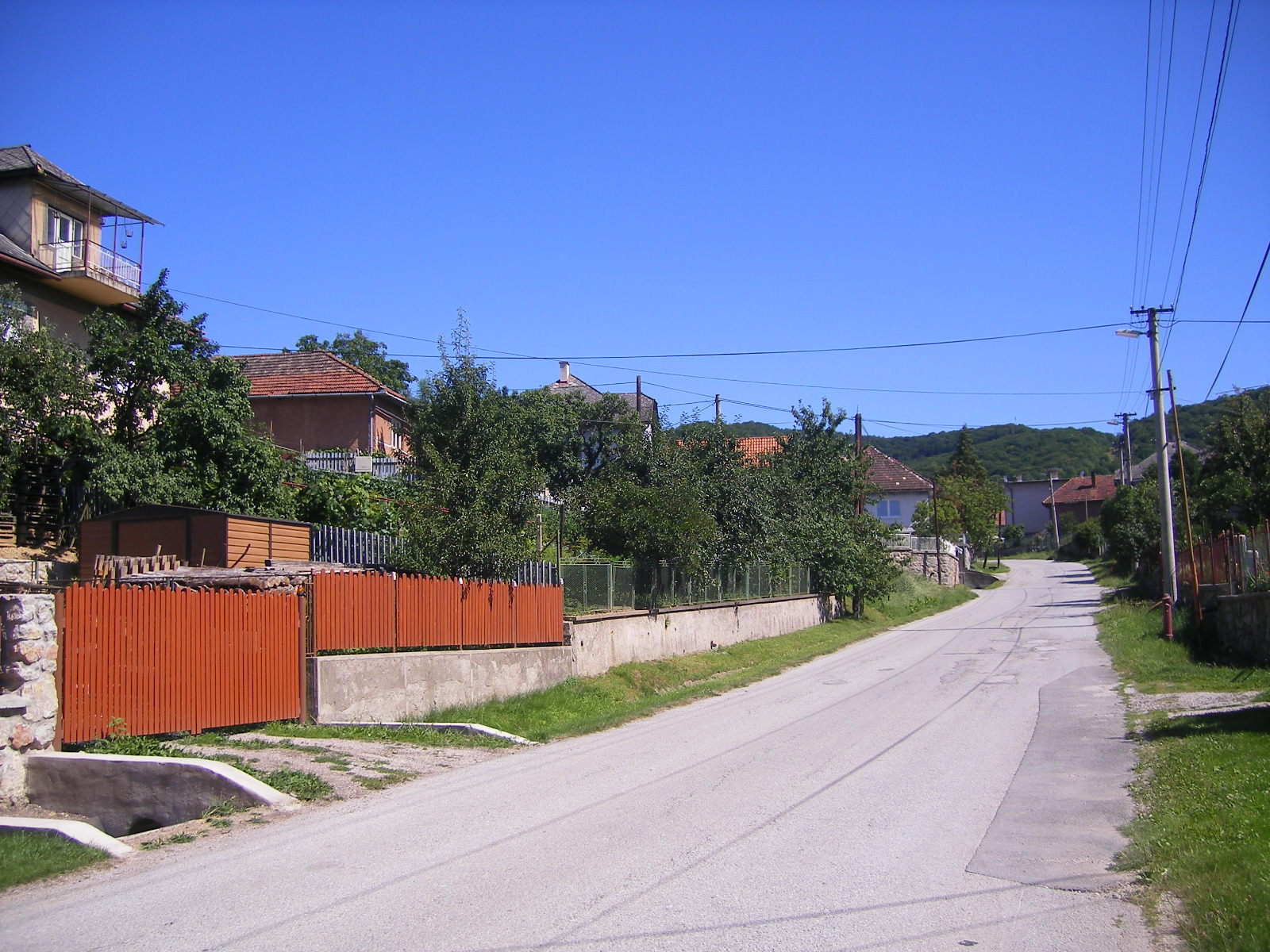
Straatzicht.

In 2001 woonden 540 mensen in Lipovník:
- 462 Hongaren (85,6 %)
- 73 Slowaken (13,5 %)
- 2 Oekraïners (0,4 %).

Volgens de volkstelling van 2011 woonden er in dat jaar 511 personen in Lipovník:
- 381 Hongaren (75 %)
- 117 Slowaken (23 %)
- 3 Tsjechen (0,58 %)
- 1 Duitser (0,20 %)
- 1 Pool (0,20 %)
- 1 Rom (0,20 %)
- 7 onbepaald.

### Religie

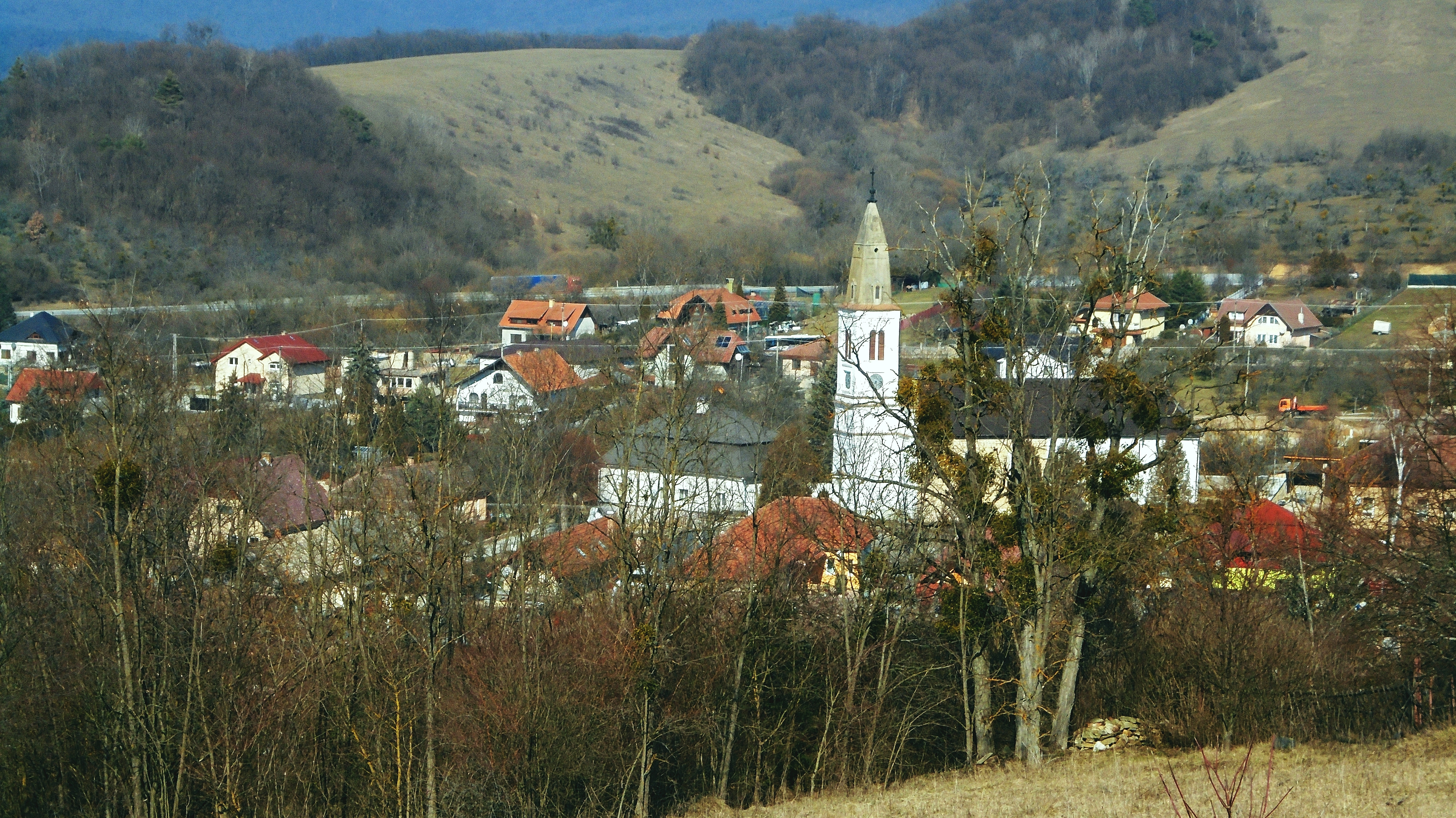
Lipovník. Zicht vanaf een bergpas.

De volkstelling van 2011 verschafte de volgende gegevens met betrekking tot de religie van de 511 inwoners:
- 412 Rooms-Katholieken,
- 27 leden van de Hervormde Kerk,
- 11 leden van de Evangelische Kerk,
- 9 Grieks-Katholieken,
- 2 leden van de Evangelische Methodisten Kerk,
- 1 Getuige van Jehova,
- 35 personen zonder godsdienst,
- 14 onbepaald.

### Ingeboren
- Géza Barczi, een schilder die in Košice werkte.

## Bezienswaardigheden

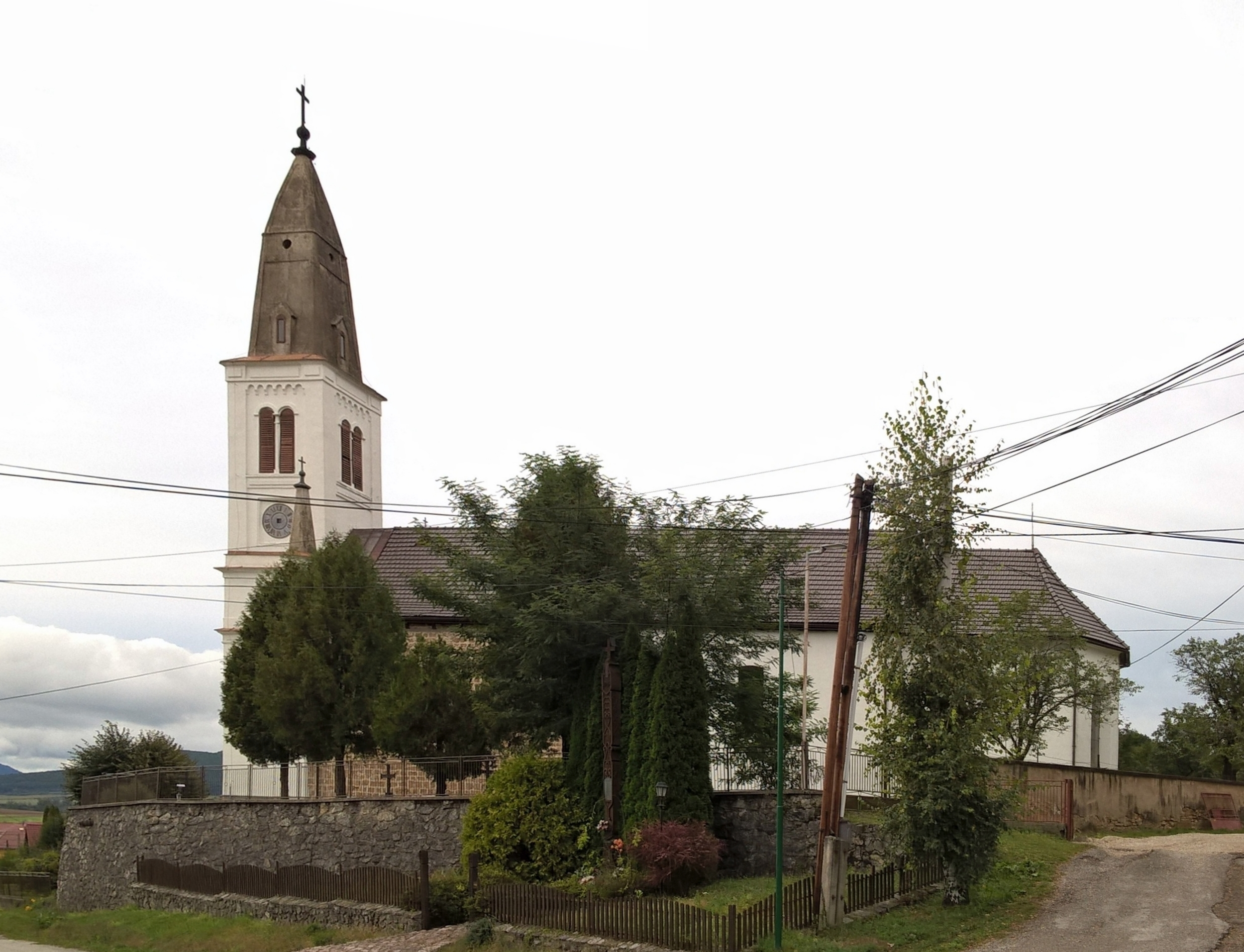
Sint-Johannes de Doper-kerk.

- De Rooms-katholieke Kerk van Sint-Johannes-de-Doper is een van oorsprong romaans gebouw met een schip, een veelhoekige koorsluiting en een toren uit het begin van de 12e en 13e eeuw. De ontstaansgeschiedenis is vermoedelijk gerelateerd aan de abdij of het klooster, dat al in 1243 in deze plaats werd genoemd. De kerk onderging een gotische renovatie in de 15e eeuw, toen de huidige koorsluiting met een kruisribgewelf werd gecreëerd. De kerk werd rond 1430 aangevuld met fresco's. Boven de ingang van de sacristie hangt een dergelijke gotische muurschildering die de geboorte van Christus voorstelt.
Tijdens de Reformatie werd het bedehuis van de Rooms-Katholieken afgenomen en kwam het gebruik in handen van de gereformeerde gelovigen. De kerk kwam opnieuw in het bezit van de katholieken in 1662 en onderging naderhand, in 1721, een barokke renovatie toen de naar het noorden gerichte sacristie werd gebouwd. In 1856 werd een oksaal voor het orgel geconstrueerd en toen kreeg het interieur een neogotische inrichting. De gevel van de kerk heeft een neoromaanse uitstraling.
Dankzij donaties van immigranten uit de Verenigde Staten van Amerika werden na het jaar 2000 verbouwingen gedaan.
- De Rooms-Katholieke pastorij (Lipovník, huisnummer 116) is een laatbarok gebouw, opgetrokken in 1787 met gebruik van veel oudere muurfragmenten, waarschijnlijk overblijfselen van de oude abdij of het klooster. Het gebouw is gerenoveerd in 1894. In sommige kamers zijn geometrische ornamenten van stucwerk bewaard gebleven.

## Vervoer

### Treinen

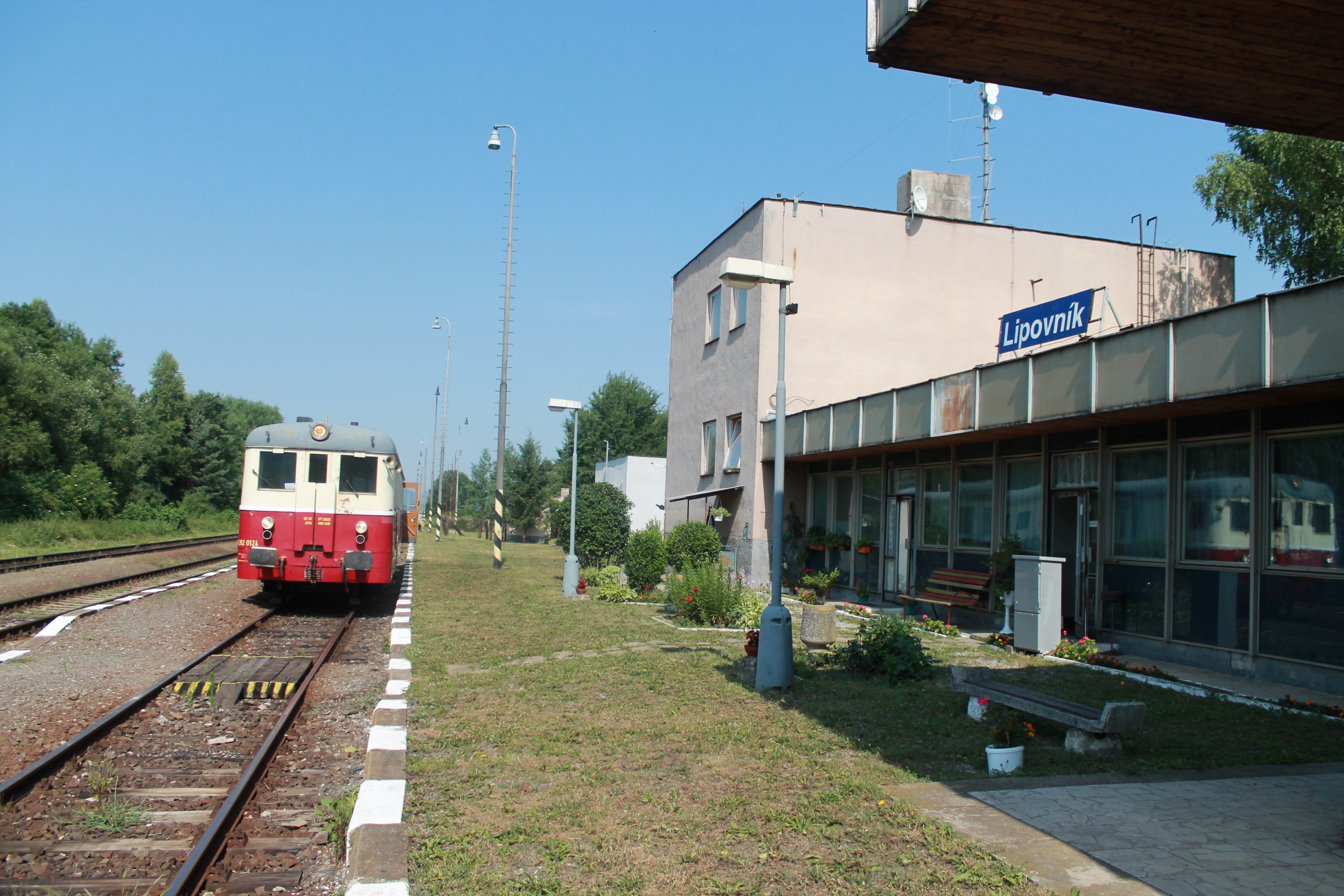
Het treinstation van Lipovník.

Het spoorwegstation van Lipovník bevindt zich ongeveer 1,5 km ten westen van het dorpscentrum maar anno 2020 hebben de reizigerstreinen in dit station geen stilstand meer.
Voor verplaatsingen per trein is Lipovník aangewezen op het station van Rožňava (Slowaakse Spoorwegen), met de naam: Zelezničná stanica Rožňava. Dit station ligt op een afstand van ongeveer 8 kilometer. Adres: «Zelezničná 3011 Brzotín Kosicky 049 51 Rožňava» (locatie van het station Rožňava:  klik hier.).
Daar rijden treinen in de richting Košice, Plešivec, Zvolen, en Bratislava met aansluitingen naar verscheidene steden en gemeenten.